# Mordellistena signicollis
Mordellistena signicollis es una especie de coleóptero de la familia Mordellidae.

## Distribución geográfica
Habita en Siria.